# اینی (رودسر)
اینی یک روستا در ایران است که در شهرستان رودسر استان گیلان واقع شده‌است.

## جمعیت
این روستا در دهستان شوئیل قرار دارد و براساس سرشماری مرکز آمار ایران در سال ۱۳۸۵، جمعیت آن ۱۴۶ نفر (۳۲ خانوار) بوده‌است.